# Kunajsa
Kunajsa (arab. كنيسة) – miejscowość w Syrii, w muhafazie Hims. W 2004 roku liczyła 1504 mieszkańców.